# Cubaanse koningstiran
De Cubaanse koningstiran (Tyrannus cubensis) is een zangvogel uit de familie Tyrannidae (Tirannen). De vogel werd in 1898 geldig beschreven door de Amerikaanse ornitholoog Charles Wallace Richmond. Het is een bedreigde, endemisch vogelsoort op Cuba.

## Kenmerken
De vogel is 23 tot 26 cm lang. Het is een grote vogel, met een zwarte kruin en een oranje vlekje boven op de kop, dat vaak verborgen blijft. Verder is de vogel van boven donkergrijs en de vleugelveren zijn dofgrijs met lichte veerranden. De staart is donkerder grijs. Van onder is de vogel helemaal wit van kleur. De vogel heeft een relatief zware en lange, zwarte snavel. Het oog is donkerbruin en de poten zijn donker, bijna zwart.

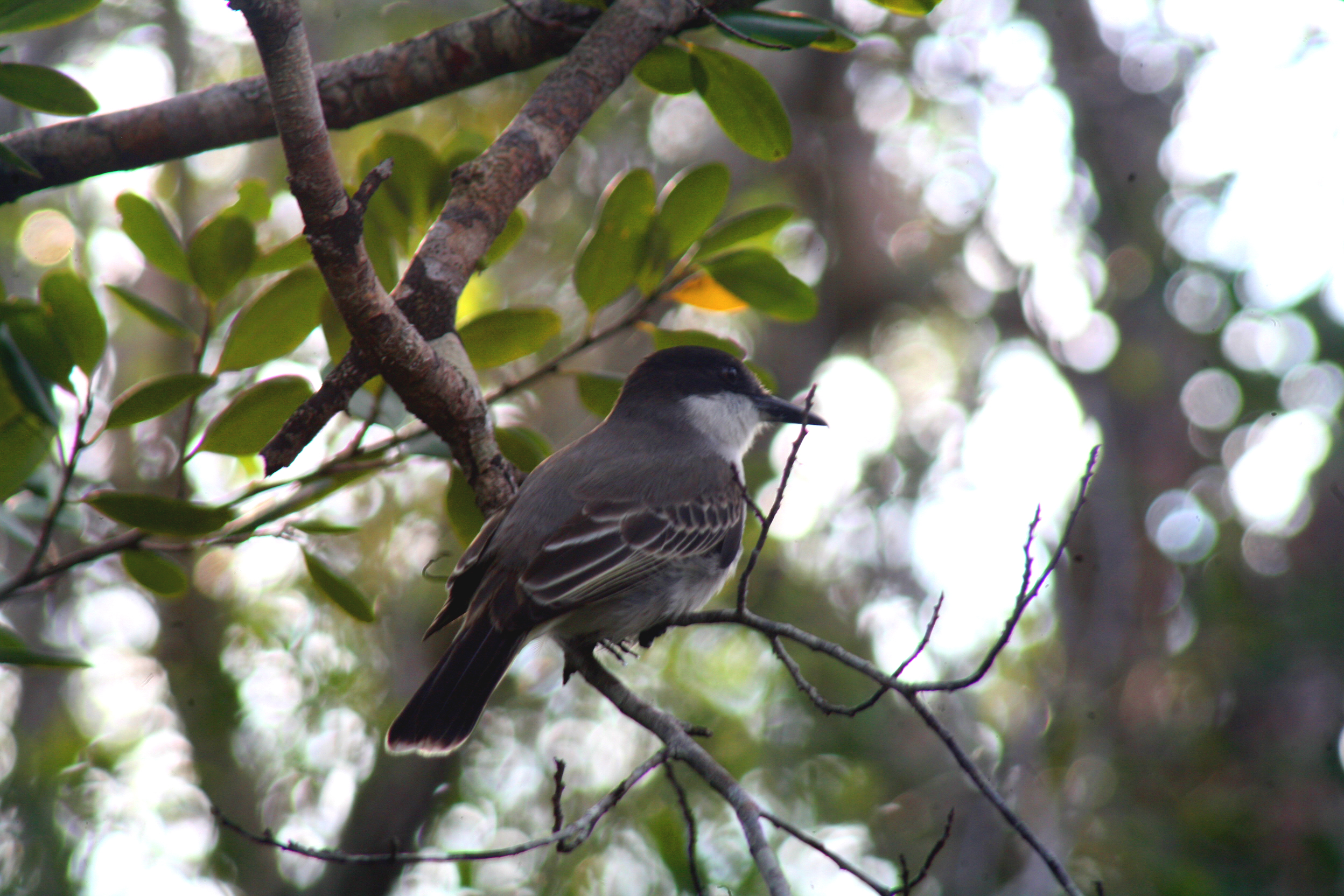

## Verspreiding en leefgebied
Deze soort was op Cuba altijd al schaars, maar wordt steeds zeldzamer. Verspreid in de provincies Sancti Spíritus en La Habana zijn er waarnemingen. Het leefgebied bestaat uit half open landschappen waar stukken natuurlijk bos met hoge bomen worden afgewisseld met graslanden en moerassen of bossen langs water of montaan bos. De vogel foerageert vooral op hagedissen en jonge vogels, maar in het droge seizoen ook wel op vruchten.

## Status
De Cubaanse koningstiran heeft een versnipperd verspreidingsgebied en daardoor is de kans op uitsterven aanwezig. De grootte van de populatie werd in 2016 door BirdLife International geschat op 250 tot 999 individuen en de populatie-aantallen nemen af. De oorzaken daarvan zijn niet nauwkeurig bekend, maar waarschijnlijk is dat habitatverlies een factor is. Door ontbossing gaat natuurlijk bos met grote bomen verloren. Om deze redenen staat deze soort als bedreigd op de Rode Lijst van de IUCN.